# Пардайян де Гондрен, Эктор де
Эктор де Пардайян (фр. Hector de Pardaillan; ок. 1531 — 1611), сеньор де Гондрен и Монтеспан — французский военный деятель, рыцарь орденов короля.

## Биография
Сын Антуана де Пардайяна, сеньора де Гондрена, и Поли д'Эспани, дамы де Монтеспан.
Капитан пятидесяти тяжеловооруженных всадников, государственный советник.
Во время Итальянских войн служил в Германии корнетом в роте ста шеволежеров де Грамона, был взят в плен под Перонной. Лейтенант ста шеволежеров в Мариенбурге под командованием Ла-Капеля, затем служил в Пьемонте.
При Карле IX был пожалован в рыцари ордена короля, орденскую цепь получил из рук маршала Монлюка. 21 декабря 1585 был пожалован в рыцари ордена Святого Духа, орденскую цепь получил 31 декабря.
В 1588 году победил и убил графа де Кюрсона и двух его сыновей, получив при этом ранение в лицо. Пуллен де Сен-Фуа пишет, что этот бой состоялся в Гаскони в 1587 году и противниками Пардайяна были три сына Гастона де Фуа, маркиза де Трана, родственники Генриха Наваррского, «столь же приятные характером, как и лицом». Они собрали семь или восемь сотен человек, чтобы помочь кальвинистскому городу, который осаждал Пардайян, но сами были убиты в бою, в котором сеньор де Гондрен получил свою единственную за всю карьеру рану.
По-видимому, имеется в виду бой при Монтраво, в двух лье от Нерака, состоявшийся 23 июня 1580 в ходе Седьмой религиозной войны. В этом сражении войска маршала Бирона разгромили трехтысячный отряд сторонников Генриха Наваррского, и в бою погибли сыновья Жермена-Гастона де Фуа, маркиза де Трана —  Луи, граф де Гюрсон, Гастон, граф де Флекс, и Франсуа-Фебюс, мальтийский рыцарь.
23 июля 1607 Пардайян получил от короля в подарок 18 700 ливров.
Умер в 1611 году в возрасте 80 лет и был погребен в Бонфоне (Bonnefont) рядом с женой. За полгода до этого просил у осуществлявшей регентство Марии Медичи отправить его с войсками на осаду Юлиха. По словам Пуллена де Сен-Фуа, он хотел поучаствовать в этой кампании, чтобы иметь основания похваляться военной службой у шести королей, начиная с Генриха II и кончая Людовиком XIII.

## Семья
Жена (8.12.1561): Жанна (ум. 1610), дама д'Антен, дочь барона Арно д'Антена, сенешаля и губернатора Бигорры, и Анн д'Андуэн
Дети:
- Антуан Арно де Пардайян, маркиз де Гондрен и Монтеспан. Жена 1) (1578): Мари дю Мен, дочь Жана де Скандийяка и Филиппы де Фюмель; 2): Поль де Сен-Лари де Бельгард, дочь Жана де Сен-Лари, барона де Терма, и Анны де Вильмюр
- N, сеньор де Меньо
- Поль. Муж: Луи де Вуазен, маркиз д'Амбр, виконт де Лотрек